# Coupe d'Europe des clubs champions de basket-ball 1987-1988
Navigation
Édition précédente Édition suivante
La Coupe d'Europe des clubs champions de basket-ball 1987-1988 est la 31e édition de la Coupe d'Europe des clubs champions de basket-ball masculine, compétition qui rassemble les meilleurs clubs de basket-ball du continent européen,.
La formule du Final Four est réintroduit lors de cette saison pour désigner le club champion d'Europe.

## Format de compétition
- 23 équipes (uniquement les champions des ligues nationales européennes), évoluant selon un système de tournoi, disputent des tours préliminaires à domicile et à l'extérieur. Le score cumulé des deux matchs détermine le vainqueur.
- Les huit équipes restantes après les phases éliminatoires accèdent à une phase de groupes en quarts de finale, disputée en poules. Le classement final est basé sur les victoires et les défaites. En cas d'égalité entre deux équipes ou plus après la phase de groupes, les critères suivants sont utilisés pour déterminer le classement final : 1) nombre de victoires en confrontation directe entre les équipes ; 2) différence de points entre les équipes ; 3) différence de points au sein du groupe.
- Les quatre meilleures équipes après les quarts de finale sont qualifiées pour la phase finale (Final Four).

## Tours préliminaires

### 1ertour
Le premier tour se déroule les 24 septembre et 1er octobre 1987.
| Équipe 1       | Score   | Équipe 2           | Aller  | Retour  |
| -------------- | ------- | ------------------ | ------ | ------- |
| AEL Limassol   | 143–193 | Körmendi Dózsa     | 72–84  | 71–109  |
| Benfica        | 230–161 | Sparta Bertrange   | 122–77 | 108–84  |
| Klosterneuburg | 200–221 | Pully              | 93–104 | 107–117 |
| Nashua EBBC    | 178–161 | NMKY Helsinki      | 91–78  | 87–83   |
| Zbrojovka Brno | 189–173 | Portsmouth         | 94-76  | 95–97   |
| Södertälje     | 179–159 | RC Malines         | 89–93  | 90–69   |
| MIM Livingston | 170–189 | BSC Saturn Cologne | 82–98  | 88–91   |

### Huitièmes de finale
Le deuxième tour se déroule les 15 octobre et 22 octobre 1987.
| Équipe 1         | Score   | Équipe 2             | Aller   | Retour  |
| ---------------- | ------- | -------------------- | ------- | ------- |
| Balkan Botevgrad | 167–190 | Olimpia Milan        | 79–93   | 88–97   |
| Orthez           | 212–167 | Karşıyaka            | 124–82  | 88–85   |
| FC Barcelone     | 269–134 | Śląsk Wrocław        | 129–65  | 140–69  |
| Körmendi Dózsa   | 165–231 | KK Partizan Belgrade | 94–130  | 71–101  |
| Maccabi Tel Aviv | 192–165 | Benfica              | 111-86  | 81–79   |
| Pully            | 229–240 | Aris Salonique       | 125–127 | 104–113 |
| Nashua EBBC      | 184–161 | Zbrojovka Brno       | 87–78   | 97–83   |
| Södertälje       | 207–257 | BSC Saturn Cologne   | 119–126 | 88–131  |

## Quarts de finale
Ce tour se dispute du 26 novembre 1987 au 24 mars 1988.
| Rang | Équipe               | Pts | J  | G  | P  | Pp   | Pc   | Diff |  | Résultats (dom.\ext.) |        |        |        |         |         |         |       |         |
| ---- | -------------------- | --- | -- | -- | -- | ---- | ---- | ---- |  | --------------------- | ------ | ------ | ------ | ------- | ------- | ------- | ----- | ------- |
| 1    | KK Partizan Belgrade | 24  | 14 | 10 | 4  | 1290 | 1260 | 30   |  | KK Partizan Belgrade  |        | 101-94 | 92-85  | 85-77   | 96-90   | 99-110  | 94-89 | 101-94  |
| 2    | Aris Salonique       | 23  | 14 | 9  | 5  | 1346 | 1315 | 31   |  | Aris Salonique        | 96-87  |        | 120-95 | 93-77   | 93-107  | 107-101 | 92-86 | 120-99  |
| 3    | Tracer Milan         | 23  | 14 | 9  | 5  | 1304 | 1286 | 18   |  | Tracer Milan          | 93-83  | 97-82  |        | 113-81  | 94-100  | 115-104 | 87-77 | 96-92   |
| 4    | Maccabi Tel Aviv     | 22  | 14 | 8  | 6  | 1326 | 1320 | 6    |  | Maccabi Tel Aviv      | 98-84  | 95-91  | 93-99  |         | 108-107 | 111-97  | 92-87 | 113-80  |
| 5    | FC Barcelone         | 21  | 14 | 7  | 7  | 1367 | 1278 | 89   |  | FC Barcelone          | 84-88  | 88-89  | 102-87 | 106-80  |         | 116-85  | 81-79 | 115-90  |
| 6    | Saturn Cologne       | 19  | 14 | 5  | 9  | 1402 | 1415 | -13  |  | Saturn Cologne        | 95-101 | 98-100 | 102-78 | 102-108 | 103-98  |         | 84-75 | 100-105 |
| 7    | Orthez               | 18  | 14 | 4  | 10 | 1210 | 1229 | -19  |  | Orthez                | 70-73  | 97-81  | 78-80  | 82-91   | 95-83   | 105-95  |       | 112-100 |
| 8    | Nashua Den Bosch     | 18  | 14 | 4  | 10 | 1299 | 1441 | -142 |  | Nashua Den Bosch      | 85-106 | 87-88  | 80-85  | 103-102 | 91-90   | 97-126  | 96-87 |         |

## Final Four
|  | Demi-finales                          | Demi-finales                          |               |    | Finale                                | Finale                                |
|  | Demi-finales                          | Demi-finales                          |               |    | Finale                                | Finale                                |
|  |                                       |                                       |               |    |                                       |                                       |
|  | 5 avril, 18h30 - Gand (Flanders Expo) | 5 avril, 18h30 - Gand (Flanders Expo) |               |    | 7 avril, 20h30 - Gand (Flanders Expo) | 7 avril, 20h30 - Gand (Flanders Expo) |
|  | 5 avril, 18h30 - Gand (Flanders Expo) | 5 avril, 18h30 - Gand (Flanders Expo) |               |    | 7 avril, 20h30 - Gand (Flanders Expo) | 7 avril, 20h30 - Gand (Flanders Expo) |
|  | Aris Salonique                        | 82                                    |               |    | 7 avril, 20h30 - Gand (Flanders Expo) | 7 avril, 20h30 - Gand (Flanders Expo) |
|  | Aris Salonique                        | 82                                    |               |    | 7 avril, 20h30 - Gand (Flanders Expo) | 7 avril, 20h30 - Gand (Flanders Expo) |
|  | Olimpia Milan                         | 87                                    |               |    | 7 avril, 20h30 - Gand (Flanders Expo) | 7 avril, 20h30 - Gand (Flanders Expo) |
|  | Olimpia Milan                         | 87                                    | Olimpia Milan | 90 |                                       |                                       |
|  | 5 avril, 20h30 - Gand (Flanders Expo) |                                       | Olimpia Milan | 90 |                                       |                                       |
|  |                                       | Maccabi Tel Aviv                      | 84            |    |                                       |                                       |
|  | Maccabi Tel Aviv                      | Maccabi Tel Aviv                      | 84            | 87 |                                       |                                       |
|  | Maccabi Tel Aviv                      |                                       |               | 87 |                                       |                                       |
|  | KK Partizan Belgrade                  | 82                                    |               |    |                                       |                                       |
|  | KK Partizan Belgrade                  | 82                                    | 3e place      |    |                                       |                                       |
|  |                                       |                                       |               |    |                                       |                                       |
|  | 7 avril, 19h00 - Gand (Flanders Expo) |                                       |               |    |                                       |                                       |
|  |                                       |                                       |               |    |                                       |                                       |
|  | Aris Salonique                        | 93                                    |               |    |                                       |                                       |
|  | Aris Salonique                        | 93                                    |               |    |                                       |                                       |
|  | KK Partizan Belgrade                  | 105                                   |               |    |                                       |                                       |
|  | KK Partizan Belgrade                  | 105                                   |               |    |                                       |                                       |

## Équipe victorieuse
Joueurs : 
- No 5 Fausto Bargna ( Italie)
- No 6 Massimiliano Aldi ( Italie)
- No 7 Riccardo Pittis ( Italie)
- No 8 Mike D'Antoni ( Italie)
- No 9 Mario Governa ( Italie)
- No 10 Roberto Premier ( Italie)
- No 11 Dino Meneghin ( Italie)
- No 12 Fabrizio Ambrassa ( Italie)
- No 13 Rickey Brown ( États-Unis)
- No 14 Piero Montecchi ( Italie)
- No 15 Bob McAdoo ( États-Unis)
- No 16 Alessandro Chiodini ( Italie)

Entraîneur :  Franco Casalini ( Italie)

## Récompenses individuelles
| Catégorie                      | Joueur     | Équipe        |
| ------------------------------ | ---------- | ------------- |
| MVP du Final Four              | Bob McAdoo | Olimpia Milan |
| Meilleur marqueur de la finale | Bob McAdoo | Olimpia Milan |